# Bellincione Berti

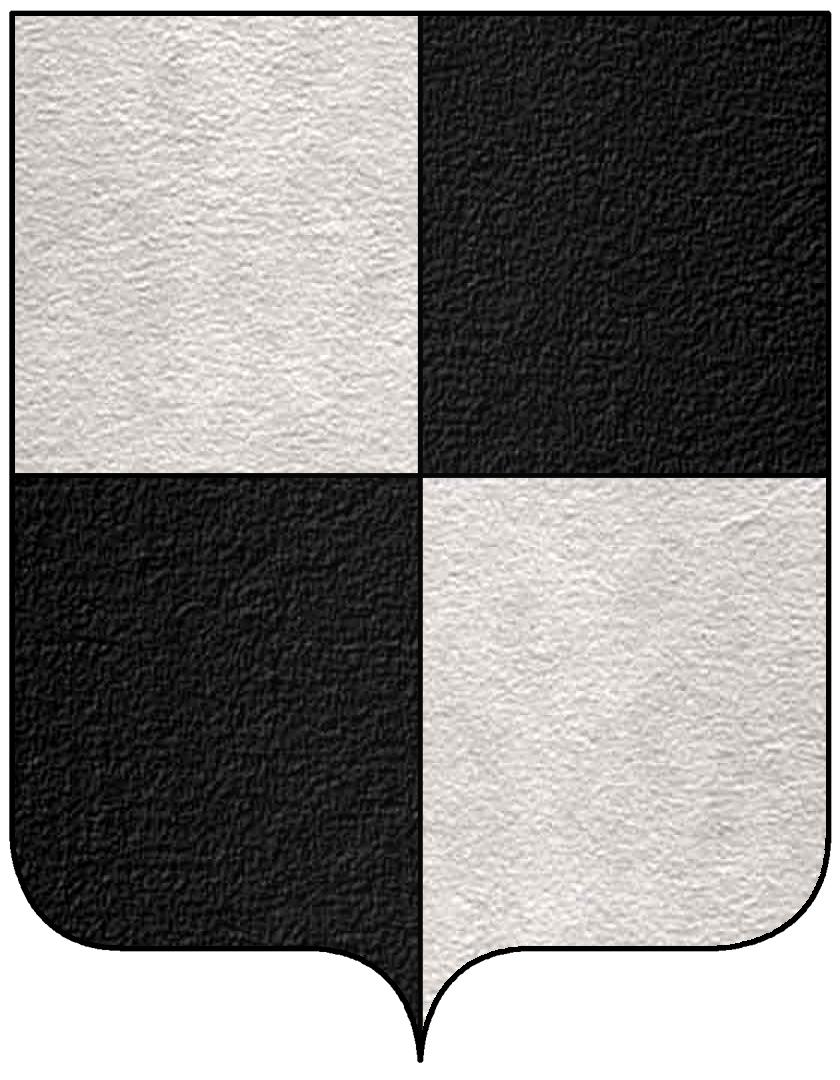
Stemma dei Ravignani

Bellincione Berti (fl. XII secolo), appartenente alla nobile famiglia fiorentina dei Ravignani, è stato a capo di una delle casate più stimate del XII secolo.

## Biografia
Fu preso da Dante nella Divina Commedia come esempio della sobrietà e semplicità nella Firenze antica, quella della prima cerchia di mura. Nel canto XV del Paradiso infatti Dante mette in bocca al suo avo Cacciaguida queste parole:
(Paradiso, Canto XV, vv. 112-114)
Il fatto che vestisse con semplice cuoio e osso ne attesta e sottolinea la sobrietà per cui era famoso.
Pare che rivestisse il ruolo di cavaliere.

## Discendenza
Bellincione ebbe una figlia, Gualdrada, che sposò nel 1180 Guido Guerra III dei Conti Guidi, dal quale ebbe cinque figli (Ruggero, Guido, Marcovaldo, Aghinolfo e Teudegrimo).